# بکت ریج (اوهایو)
بکت ریج (به انگلیسی: Beckett Ridge) یک منطقهٔ مسکونی در ایالات متحده آمریکا است که در شهرستان باتلر، اوهایو واقع شده‌است. بکت ریج ۱۲٫۴ کیلومتر مربع مساحت و ۹٬۱۸۷ نفر جمعیت دارد و ۲۴۹ متر بالاتر از سطح دریا واقع شده‌است.